# LR-87 (motor de foguete)

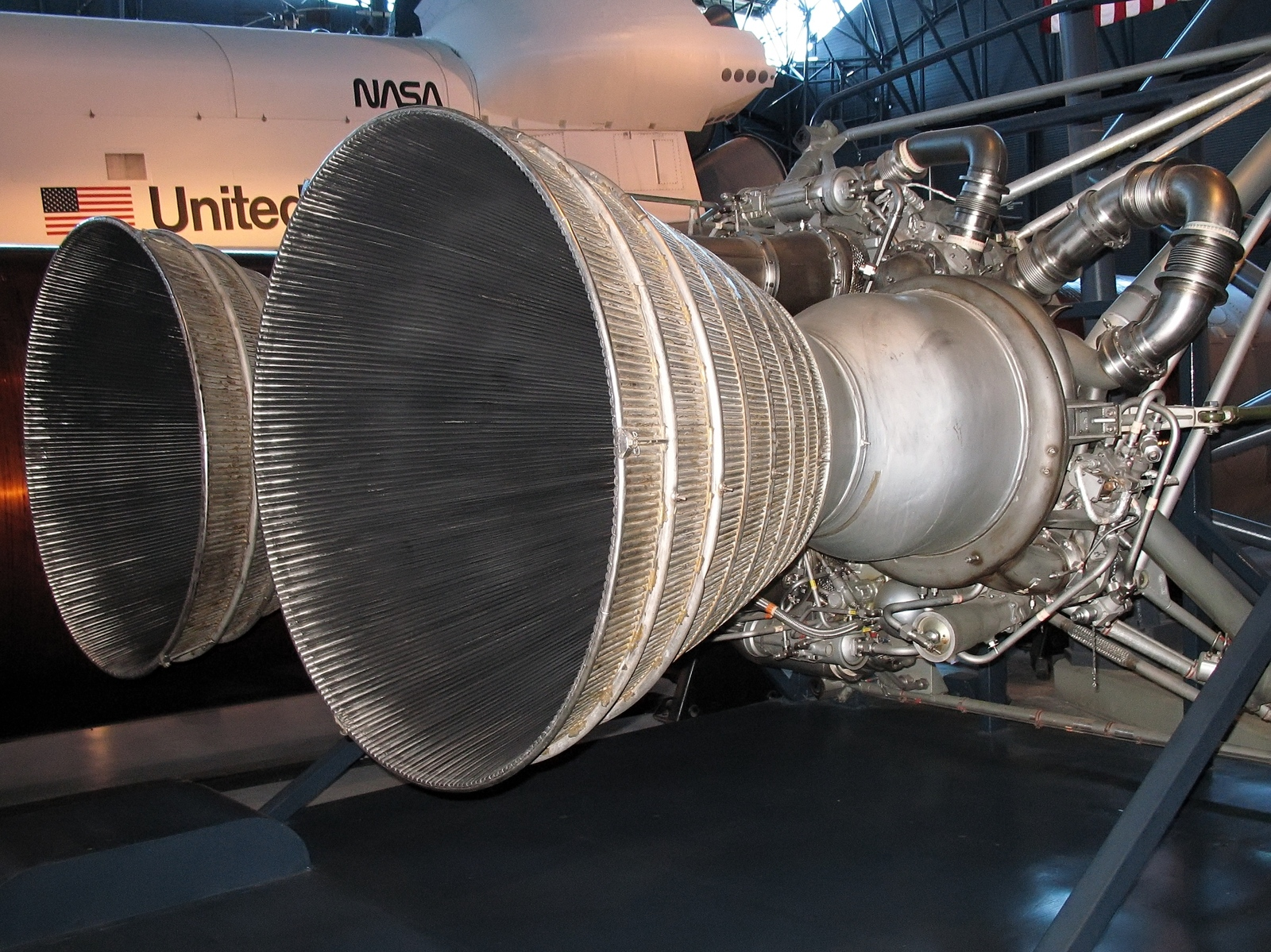
Um motor LR-87 usado no foguete Titan I.

O LR-87, foi um motor de foguete de alta performance, movido a combustíveis líquidos, 
fabricado nos Estados Unidos. Foi usado no primeiro estágio dos foguetes Titan.
Apesar desse motor possuir duas câmaras de combustão, era considerado apenas um motor com um único conjunto de mecanismos e turbo bombas 
alimentando as duas câmaras de combustão, de maneira semelhante ao motor Russo RD-170, desenvolvido na Rússia pela NPO Energomash.
Esse motor, foi desenvolvido no final da década de 50, pela Aerojet. Foi o primeiro motor de foguete produzido a nível mundial,
com a capacidade de (com modificações), de fazer uso das três combinações de propelentes mais populares naquela época.
- LOX e RP-1
- LOX e LH2
- Aerozine 50 e NTO

O motor LR-87, serviu de base para o motor LR-91, usado no segundo estágio dos foguetes Titan.
Ele era um motor de empuxo fixo (733 kN), que não podia ter a sua potência alterada ou ser desligado e religado durante o voo.